# Greta annette
Greta annette är en fjärilsart som beskrevs av Guérin 1844. Greta annette ingår i släktet Greta och familjen praktfjärilar. Inga underarter finns listade i Catalogue of Life.

## Bildgalleri

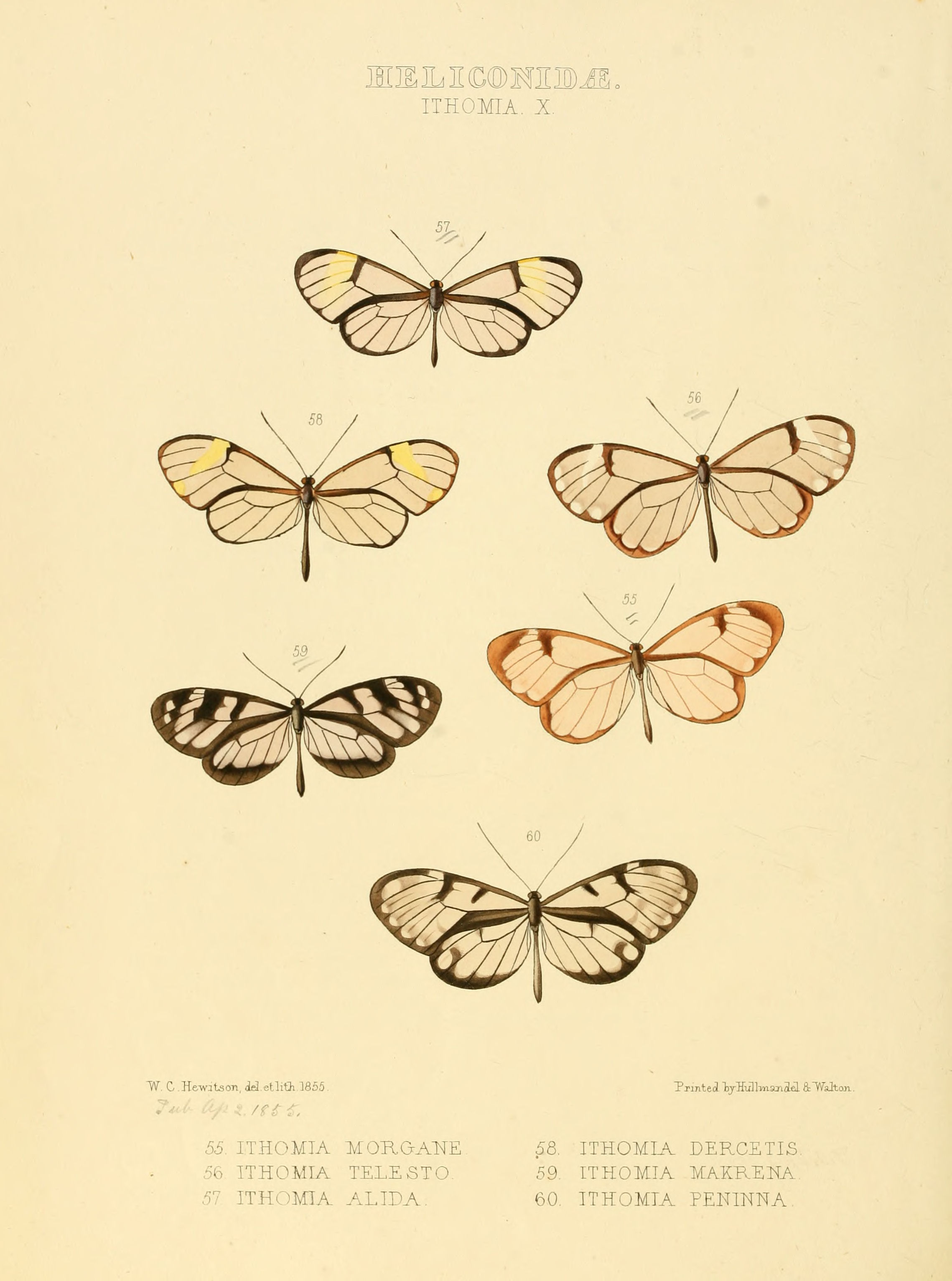